# Constantin al XI-lea Paleologul
Constantin al XI-lea Paleologul  (Konstantínos Dragásis Paleológos Κωνσταντῖνος Δραγάσης Παλαιολόγος, n. 9 februarie 1404, Constantinopol, Imperiul Roman de Răsărit – d. 29 mai 1453, Constantinopol, Imperiul Roman de Răsărit) a fost din 1449 până în 1453 ultimul împărat bizantin și a murit la căderea Constantinopolului (1453). A fost succesorul fratelui său Ioan al VIII-lea Paleologul.

## Biografie
Constantin al XI-lea s-a născut la 8 februarie 1405, fiind al patrulea dintre cei șapte fii ai împăratului Manuel al II-lea (1392-1425) și a murit la 29 mai 1453, căzând în ultima luptă, odată cu cucerirea Constantinopolului de către turcii otomani conduși de sultanul Mahomed al II-lea (1432-1481).
Tatăl său era împăratul Manuel al II-lea Paleologul (1350-1425), iar mama sa, Elena (cca. 1372-1450), era fiica unui cneaz sârb, Constantin Dragaš, de unde și supranumele Dragases al viitorului împărat. De asemenea, i se mai spunea și Porfirogenetul (supranume întâlnit și la alți împărați bizantini), deoarece se născuse în camera de purpură a palatului (iatacul imperial).